# Иванчова афера
Иванчовата афера от 1901 година е провал в организационната мрежа на Вътрешната македоно-одринска революционна организация вследствие разкритията и арестите от страна на османските власти.
Иванчовата афера избухва в Костурско в резултат на предателството на бившия четник на Коте Христов Иванчо Кичевеца. Той извършва убийства на своя глава, преминава в Гърция и прави опит да формира чета, след това издава тайните на ВМОРО пред турския консул в Лариса и влиза с отделение от 100 турски войници, начело с Мухтар ага, в Костурско под името Осман Чауш. Иванчо разкрива, и че отдаваните дотогава на лични свади убийства на Абедин бей от Костур и Касъм ага от Билища са дело на революционната организация.
През юли 1901 година по предварително подготвени списъци от 400 имена на организационни работници османските власти арестуват и измъчват дейци около 100 дейци на ВМОРО от селата Дъмбени, Косинец, Смърдеш, Кономлади, Брезница, Загоричане и други, провеждат обиски, вследствие на които конфискуват голяма част от оръжието на организацията. Сред арестуваните са Лазар Поптрайков, Павел Христов, Кузо Стефов, Лазар Москов и Филип Георгиев, след което Пандо Кляшев се заема с възстановяването на революционната дейност.
Много от селата се спасяват с цената на големи откупи, събирани от предателите Алекси Хаджията, грък от Костур и гъркомините Васил Каранджов, Васил Цеманов от Дъмбени, Лазо Колев от Кономлади и други. Общо събраните пари са около 2500 лири. В крайна сметка при обиск властите намират 50 лири у Иванчо Кичевеца, който е арестуван и затворен в Корча и така аферата се прекратява.
Аферата утежнява изключително положението на българското население в Костурско и спомага за радикализирането на неговите виждания за методите за продължаване на борбата. На проведения през януари 1903 година Солунски конгрес на ВМОРО, на който се взима решение за въоръжено въстание, делегатите от Костурско се едни от ярките привърженици на бъдещето въстание.
Едновременно с това аферата разделя българите екзархисти от патрирашистите, тъй като гръцката митрополия в Костур всячески подпомага мисията на Мухтар ага.
Организицаията в Костурско е възстановена от ръководителите Лазар Москов, Васил Чекаларов, Пандо Кляшев и Кузман Стефов. Образувана е съвсем нова чета, много предатели са наказани – Чекаларов лично застрелва и съсича Цеманов в Дъмбени, Стефов слиза в Загоричани и убива Козма Карамачо.
В Костурския революционен район се случват и други десетина по-малки афери. Това са Даскал Атанасовата от септември 1898 година, при която са арестувани четирима революционери след убийството на един шпионин, Лазар Поптрайковата афера от декември 1898 година, при която са заловени двама души след намерени организационни писма, Сотировата афера от септември 1900 година, при която са арестувани 31 души, а седем от тях са осъдени. След Нюрединовата афера от май 1901 година са арестувани седем души, а при Търновската афера от 1901 година са арестувани 12 селяни от Търново. През януари 1902 година избухва Загоричанската афера, през септември – Баборската, а през ноември Дъмбенската. При Янаки Московата афера са бити 22 души, но няма арестувани, а след Статичката афера от ноември 1902 година е заловено оръжие на организацията и за кратко са арестувани местни жители.